# Comuna Nicolae Titulescu, Olt
Nicolae Titulescu este o comună în județul Olt, Muntenia, România, formată numai din satul de reședință cu același nume.

## Demografie
Componența etnică a comunei Nicolae Titulescu
     Români (95,24%)
     Alte etnii (0%)
     Necunoscută (4,76%)
Componența confesională a comunei Nicolae Titulescu
     Ortodocși (93,72%)
     Adventiști (1,17%)
     Alte religii (0%)
     Necunoscută (5,12%)
Conform recensământului efectuat în 2021, populația comunei Nicolae Titulescu se ridică la 1.114 locuitori, în scădere față de recensământul anterior din 2011, când fuseseră înregistrați 1.271 de locuitori. Majoritatea locuitorilor sunt români (95,24%), iar pentru 4,76% nu se cunoaște apartenența etnică. Din punct de vedere confesional, majoritatea locuitorilor sunt ortodocși (93,72%), cu o minoritate de adventiști (1,17%), iar pentru 5,12% nu se cunoaște apartenența confesională.

## Politică și administrație
Comuna Nicolae Titulescu este administrată de un primar și un consiliu local compus din 9 consilieri. Primarul, Gheorghe-Florin Tiutiu[*], de la Partidul Social Democrat, este în funcție din 2004. Începând cu alegerile locale din 2024, consiliul local are următoarea componență pe partide politice:
|  | Partid                          | Consilieri | Componența Consiliului | Componența Consiliului | Componența Consiliului | Componența Consiliului | Componența Consiliului | Componența Consiliului | Componența Consiliului |
|  | ------------------------------- | ---------- | ---------------------- | ---------------------- | ---------------------- | ---------------------- | ---------------------- | ---------------------- | ---------------------- |
|  | Partidul Social Democrat        | 7          |                        |                        |                        |                        |                        |                        |                        |
|  | Partidul Național Liberal       | 1          |                        |                        |                        |                        |                        |                        |                        |
|  | Alianța pentru Unirea Românilor | 1          |                        |                        |                        |                        |                        |                        |                        |